# Himmelsherold
Der Himmelsherold (Eritrichium nanum) ist eine Pflanzenart aus der Gattung Eritichium, die zur Familie der Raublattgewächse (Boraginaceae) gehört.

## Beschreibung

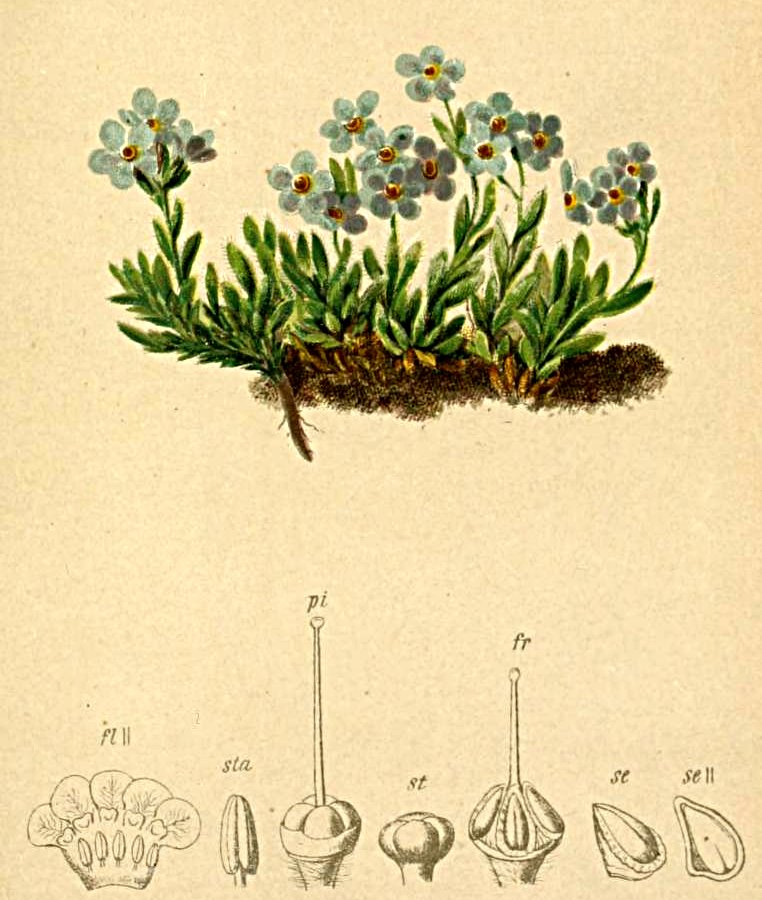
Illustration aus Atlas der Alpenflora

### Vegetative Merkmale
Der Himmelsherold ist eine ausdauernde krautige Pflanze und erreicht Wuchshöhen von 2 bis 5 Zentimetern. Sie wächst polsterförmig. Pflanzenexemplare können bis zu 30 Jahre alt werden. Von den zahlreichen Blattrosetten sind viele auch steril. Die glänzend seidig bis wollig-zottig behaarten Laubblätter sind bei einer Länge von 5 bis 10 Millimetern lanzettlich.

### Generative Merkmale
Die Blütezeit reicht vorwiegend von Juni bis August. Wenige (drei bis sechs) kurz gestielte Blüten befinden sich in einem Blütenstand in Form eines Wickels.
Die Blüten ähneln dem Vergissmeinnicht. Die zwittrigen Blüten sind radiärsymmetrisch und fünfzählig mit doppelter Blütenhülle. Die fünf Kelchblätter sind nur an ihrer Basis verwachsen. Die fünf himmelblauen Kronblätter sind zu einer  kurzen, weißlichen Kronröhre verwachsen. Die Krone weist einen Durchmesser von 5 bis 9 Millimetern auf und endet in ausgebreiteten, gerundeten Kornzipfeln. Auffällig sind die fünf gold-gelben Schlundschuppen.
Die Chromosomenzahl beträgt 2n = 44 oder 46.

## Vorkommen
Das Verbreitungsgebiet umfasst die Alpen bis zu den Karpaten.
Der Himmelsherold ist auf saurem und kalkarmem Gestein in Felsspalten, Graten und Kuppen anzutreffen.
Mit den behaarten Blättern ist der Himmelsherold sehr gut an extreme Verhältnisse angepasst. Der Himmelsherold kommt meist in Höhenlagen von 2500 bis zu 3000 Metern vor. Er steigt am Piz Kesch bis 3390 Meter und am Weißtor im Kanton Wallis bis 3620 Meter Meereshöhe auf.
Er ist eine Charakterart des Androsacetum vandellii aus dem Verband Androsacion vandellii.
Der Himmelsherold ist eine hochalpine Nivalpflanze. Das lückige Vorkommen in den Alpen lässt darauf schließen, dass die Art das Gebiet schon vor den letzten Eiszeiten besiedelte und diese auf den eisfreien Gipfeln als Nunatakkerpflanze überdauert hat.
Die ökologischen Zeigerwerte nach Landolt & al. 2010 sind in der Schweiz: Feuchtezahl F = 3 (mäßig feucht), Lichtzahl L = 5 (sehr hell), Reaktionszahl R = 2 (sauer), Temperaturzahl T = 1 (alpin und nival), Nährstoffzahl N = 2 (nährstoffarm), Kontinentalitätszahl K = 3 (subozeanisch bis subkontinental).
Diese geschützte Pflanzenart ist sehr selten und gilt als potentiell gefährdet.

## Taxonomie
Die Erstveröffentlichung erfolgte 1779 unter dem Namen (Basionym) Myosotis nana Vill. durch Domínique Villars in Prospectus de l’Histoire des Plantes de Dauphiné, Seite 21. Die Neukombination zu Eritrichium nanum (Vill.) Schrad. ex Gaudin wurde 1828 durch Heinrich Adolph Schrader in Jean François Gottlieb Philippe Gaudin: Flora Helvetica, 2, Seite 57 veröffentlicht. Der botanische Gattungsname Eritrichium leitet sich aus den Wörtern erion „Wolle“ sowie trichos „Haar“ ab und bezieht sich auf die dichte Behaarung.

## Geschichte
Der Himmelsherold wurde zuerst durch Paolo Boccone (1633–1704) als eine Myosotis-Art vom Mont Cenis beschrieben.

## Ähnliche Pflanzenarten
Der Himmelsherold wird gerne mit dem Alpen-Vergissmeinnicht verwechselt, das in etwa zur selben Zeit blüht. Unterschied: Das Alpen-Vergissmeinnicht kommt bis hinunter auf 1300 Metern vor und hat Grundblätter, die in Rosetten eiförmig bis lanzettlich angeordnet sind, während der Himmelsherold zahlreiche sehr kleine Blattrosetten besitzt, die einen polsterförmigen Eindruck vermitteln.

## Bilder

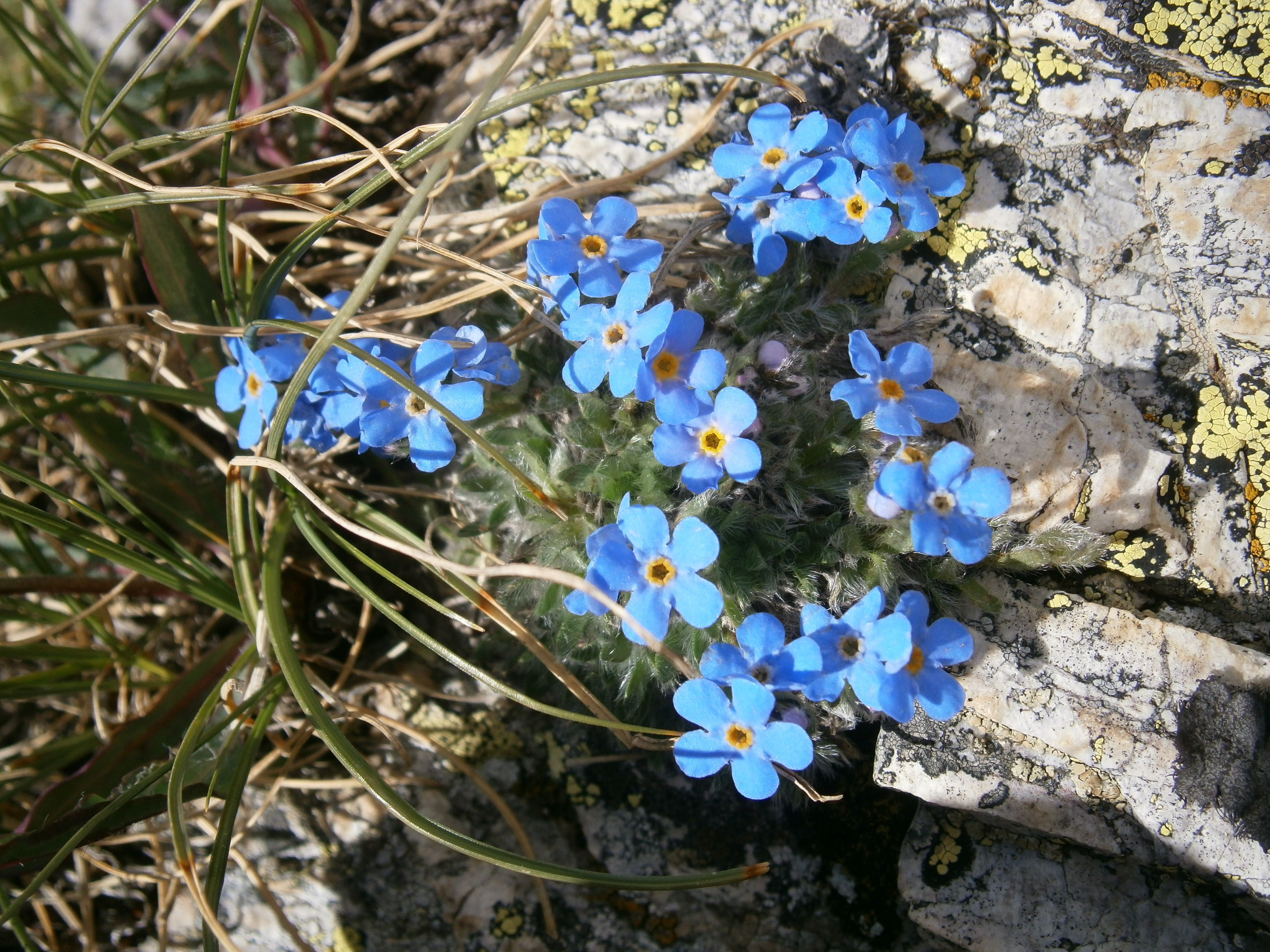
Himmelsherold im Oisans, Frankreich
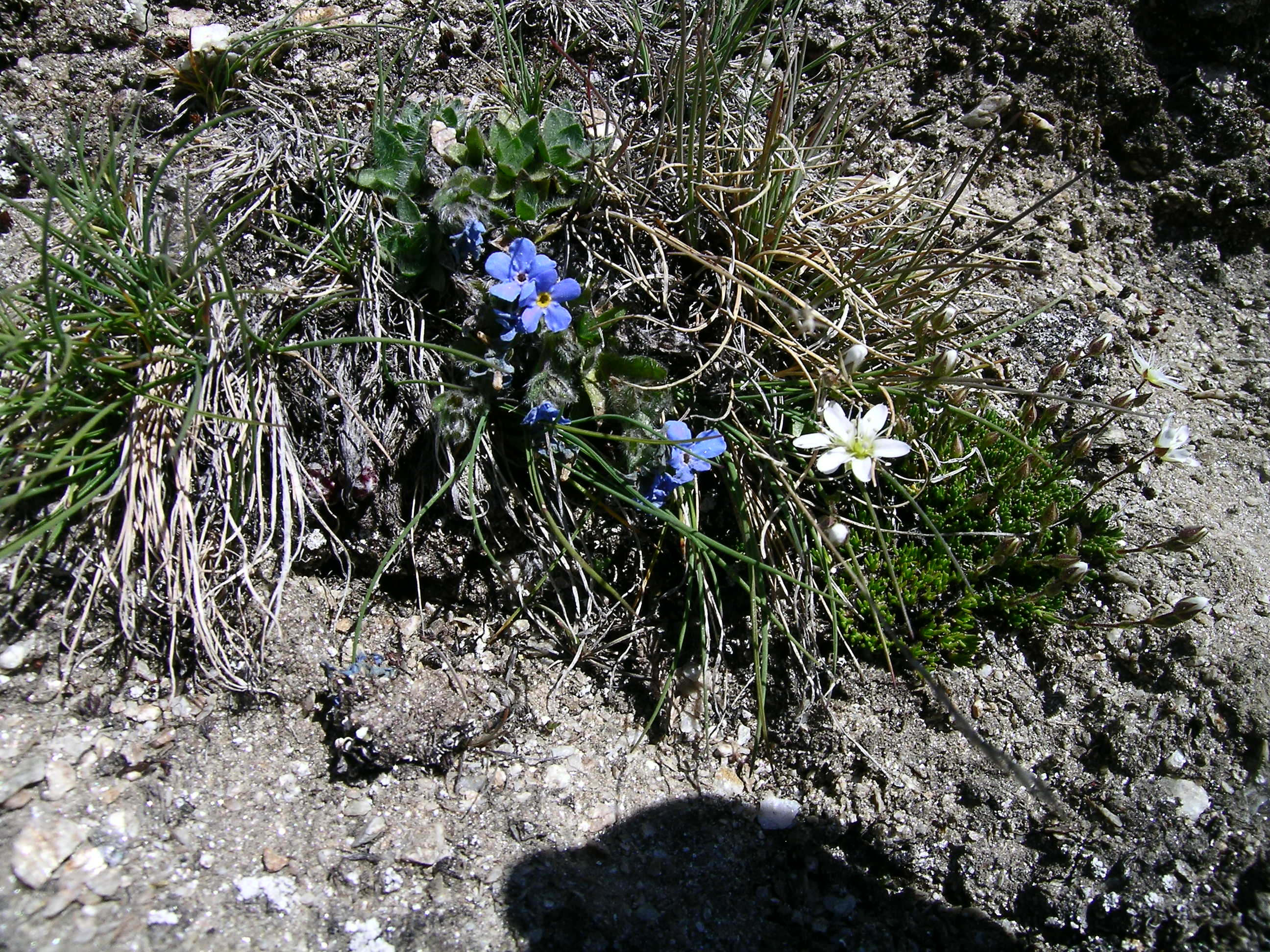
Himmelsherold auf dem Gornergrat, Wallis
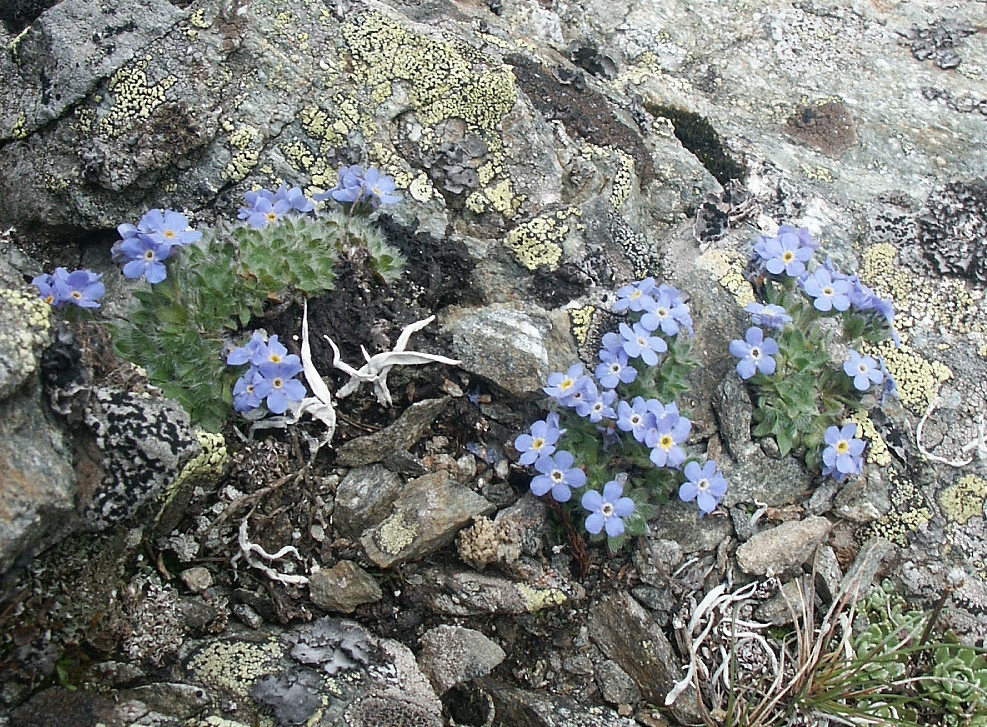
Himmelsherold in den Niederen Tauern, Steiermark